# Правительство Пустовойтенко
В статье даются сведения о составе Кабинета Министров Украины под председательством Валерия Пустовойтенко, действовавшего в июле 1997 года — декабре 1999 года.
В соответствии со статьей 114 Конституции Украины в редакции от 28 июня 1996 года в состав Кабинета Министров Украины входили Премьер-министр Украины, Первый вице-премьер-министр, три вице-премьер-министра, министры.

## Состав Кабинета Министров
После даты назначения или освобождения от должности членов Кабинета Министров стоит номер соответствующего Указа Президента Украины.
Члены правительства расположены в списке в хронологическом порядке по дате их назначения.
- Пустовойтенко Валерий Павлович — Премьер-министр Украины (16 июля 1997 г., № 651/97 — 22 декабря 1999 г., № 1611/99)
- Янко Станислав Васильевич — Министр угольной промышленности Украины (25 июля 1997 г., № 682/97 — 27 мая 1998 г., № 519/98)
- Тигипко Сергей Леонидович — Вице-премьер-министр Украины по вопросам экономики (25 июля 1997 г., № 685/97 — 31 декабря 1999 г., № 1664/99)
- Карасик Юрий Михайлович — Министр агропромышленного комплекса Украины (25 июля 1997 г., № 693/97 — 23 апреля 1998 г., № 359/98)
- Суслов Виктор Иванович — Министр экономики Украины (25 июля 1997 г., № 695/97 — 21 апреля 1998 г., № 339/98)
- Митюков Игорь Александрович — Министр финансов Украины (25 июля 1997 г., № 696/97 — 31 декабря 1999 г., № 1674/99)
- Кузьмук Александр Иванович — Министр обороны Украины (25 июля 1997 г., № 697/97 — 31 декабря 1999 г., № 1670/99)
- Кравченко Юрий Федорович — Министр внутренних дел Украины (25 июля 1997 г., № 698/97 — 31 декабря 1999 г., № 1665/99)
- Гуреев Василий Николаевич — Министр промышленной политики Украины (25 июля 1997 г., № 701/97 — 1 февраля 2000 г., № 124/2000)
- Сердюк Андрей Михайлович — Министр здравоохранения Украины (25 июля 1997 г., № 702/97 — 27 января 1999 г., № 82/99)
- Остапенко Дмитрий Иванович — Министр культуры и искусств Украины (25 июля 1997 г., № 703/97 — 4 августа 1999 г., № 960/99)
- Белоблоцкий Николай Петрович — Вице-премьер-министр Украины по вопросам социальной политики (25 июля 1997 г., № 706/97 — 25 ноября 1998 г., № 1308/98), Министр труда и социальной политики Украины (25 июля 1997 г., № 706/97 — 25 июня 1998 г., № 690/98)
- Згуровский Михаил Захарович — Министр образования Украины (25 июля 1997 г., № 707/97 — 14 января 1999 г., № 17/99)
- Шеберстов Алексей Николаевич — Министр энергетики Украины (25 июля 1997 г., № 709/97 — 10 февраля 1999 г., № 149/99)
- Толстоухов Анатолий Владимирович — Министр Кабинета Министров Украины (25 июля 1997 г., № 711/97 — 20 декабря 1999 г., № 1597/99)
- Удовенко Геннадий Иосифович — Министр иностранных дел Украины (29 июля 1997 г., № 718/97 — 17 апреля 1998 г., № 314/98)
- Кальченко Валерий Михайлович — Министр Украины по вопросам чрезвычайных ситуаций и по делам защиты населения от последствий Чернобыльской катастрофы (29 июля 1997 г., № 727/97 — 8 февраля 1999 г., № 134/99)
- Семиноженко Владимир Петрович — Министр Украины по делам науки и технологий (29 июля 1997 г., № 730/97 — 21 апреля 1998 г., № 340/98), Вице-премьер-министр Украины (18 августа 1999 г., № 1007/99 — 31 декабря 1999 г., № 1663/99)
- Осыка Сергей Григорьевич — Министр внешних экономических связей и торговли Украины (29 июля 1997 г., № 733/97 — 27 января 1999 г., № 76/99)
- Костенко Юрий Иванович — Министр охраны окружающей природной среды и ядерной безопасности Украины (30 июля 1997 г., № 747/97 — 8 мая 1998 г., № 434/98)
- Голубченко Анатолий Константинович — Первый вице-премьер-министр Украины (8 августа 1997 г., № 772/97 — 14 января 1999 г., № 12/99)
- Смолий Валерий Андреевич — Вице-премьер-министр Украины (11 августа 1997 г., № 775/97 — 18 августа 1999 г., № 1006/99)
- Череп Валерий Иванович — Министр транспорта Украины (11 августа 1997 г., № 776/97 — 24 апреля 1998 г., № 375/98)
- Станик Сюзанна Романовна — Министр юстиции Украины (21 августа 1997 г., № 859/97 — 31 декабря 1999 г., № 1675/99)
- Довженко Валентина Ивановна — Министр Украины по делам семьи и молодежи (21 августа 1997 г., № 875/97 — 22 марта 1999 г., № 269/99)
- Кулик Зиновий Владимирович — Министр информации Украины (22 августа 1997 г., № 907/97 — 17 ноября 1998 г., № 1264/98)
- Тарасюк Борис Иванович — Министр иностранных дел Украины (17 апреля 1998 г., № 317/98 — 31 декабря 1999 г., № 1669/99)
- Супиханов Борис Карабаевич — Министр агропромышленного комплекса Украины (23 апреля 1998 г., № 360/98 — 15 июля 1999 г., № 855/99)
- Роговой Василий Васильевич — Министр экономики Украины (24 апреля 1998 г., № 372/98 — 31 декабря 1999 г., № 1666/99)
- Тулуб Сергей Борисович — Министр угольной промышленности Украины (3 июня 1998 г., № 591/98 — 31 декабря 1999 г., № 1668/99)
- Сахань Иван Яковлевич — Министр труда и социальной политики Украины (25 июня 1998 г., № 692/98 — 31 декабря 1999 г., № 1672/99)
- Данькевич Иван Петрович — Министр транспорта Украины (7 августа 1998 г., № 858/98 — 5 октября 1999 г., № 1277/99)
- Шевчук Василий Яковлевич — Министр охраны окружающей природной среды и ядерной безопасности Украины (23 августа 1998 г., № 935/98 — 31 января 2000 г., № 114/2000)
- Довгий Станислав Алексеевич — Министр Украины по делам науки и технологий (23 августа 1998 г., № 937/98 — 1 апреля 1999 г., № 319/99)
- Куратченко Владимир Александрович — Первый вице-премьер-министр Украины (14 января 1999 г., № 13/99 — 31 июля 1999 г., № 931/99)
- Гладий Михаил Васильевич — Вице-премьер-министр Украины по вопросам агропромышленного комплекса (14 января 1999 г., № 15/99 — 10 января 2000 г., № 14/2000), Министр агропромышленного комплекса Украины (19 июля 1999 г., № 879/99 — 10 января 2000 г., № 14/2000)
- Зайчук Валентин Александрович — Министр образования Украины (14 января 1999 г., № 18/99 — 31 декабря 1999 г., № 1671/99)
- Гончарук Андрей Иванович — Министр внешних экономических связей и торговли Украины (27 января 1999 г., № 77/99 — 19 января 2000 г., № 76/2000)
- Богатырева Раиса Васильевна — Министр здравоохранения Украины (27 января 1999 г., № 83/99 — 12 января 2000 г., № 44/2000)
- Плачков Иван Васильевич — Министр энергетики Украины (23 февраля 1999 г., № 188/99 — 31 декабря 1999 г., № 1667/99)
- Дурдинец Василий Васильевич — Министр Украины по вопросам чрезвычайных ситуаций и по делам защиты населения от последствий Чернобыльской катастрофы (22 марта 1999 г., № 278/99 — 11 января 2000 г., № 34/2000)
- Кинах Анатолий Кириллович — Первый вице-премьер-министр Украины (2 августа 1999 г., № 933/99 — 31 декабря 1999 г., № 1662/99)
- Богуцкий Юрий Петрович — Министр культуры и искусств Украины (4 августа 1999 г., № 961/99 — 7 декабря 1999 г., № 1534/99)
- Костюченко Леонид Михайлович — Министр транспорта Украины (5 октября 1999 г., № 1279/99 — 31 декабря 1999 г., № 1673/99)

В соответствии со статьей 115 Конституции Украины Кабинет Министров Украины сложил полномочия перед вновь избранным Президентом Украины в день его вступления в должность 30 ноября 1999 г.
Указом Президента Украины от 30 ноября 1999 г. № 1510/99 Кабинету Министров Украины, сложившему полномочия перед вновь избранным Президентом Украины, поручено продолжать исполнять свои полномочия до начала работы вновь сформированного Кабинета Министров Украины.